# 底側骨間筋
底側骨間筋（ていそくこっかんきん、Interossei plantares muscle）は人間の下肢の筋肉で第3～5趾の内転を行う。
第3～5中足骨の内側で1頭から起始し、長足底靭帯からの線維も含む場合もある。第3～5指の基節骨底内側で停止する。